# 築山和一
築山 和一（つきやま わいち、1865年8月11日（慶応元年6月20日） - 1938年（昭和12年）3月1日）は、日本の政治家、衆議院議員（2期）。

## 経歴
愛知県出身。漢学、数学、医学を修め、独逸学協会学校及び大学予備門に学び、アメリカへ留学する。帰国後安城村長、北清事変に従軍し、通訳となる。その後、明治用水普通水利組合総務員、安城町(現・安城市)長、同農会長、碧海郡農会副会長となる。
1904年の第9回衆議院議員総選挙において愛知県郡部から立憲政友会公認で立候補して当選した。つづく1908年の第10回衆議院議員総選挙でも再選。1912年の第11回衆議院議員総選挙で落選した。1938年に死去した。